# Duet (Stravinsky)
Het Duet (W40) is compositie voor twee fagotten van Igor Stravinsky, gecomponeerd in 1918. Het werk is niet gepubliceerd.

## Oeuvre
Zie het Oeuvre van Igor Stravinsky voor een volledig overzicht van het werk van Stravinsky.